# Dailos Manuel Díaz
Dailos Manuel Díaz Armas (Santa Cruz de Tenerife, 17 de septiembre de 1980) es un ciclista español. Se trataba del único ciclista canario profesional.

## Biografía
Hizo su debut en el ciclismo profesional en 2004, concretamente en la Vuelta a Asturias y como stagiaire en las filas del Saunier Duval, en la que consiguió el duodécimo puesto de la clasificación general. Díaz comenzó al año siguiente una nueva etapa en el Grupo Deportivo Orbea, un equipo que contaba con muchos neoprofesionales y se estaba haciendo un hueco en el panorama ciclista amparado indirectamente por la Fundación Ciclista Euskadi, que de alguna manera consideraba a este equipo su filial. Dailos
Dailos militó durante dos años en el equipo, durante 2005 su resultado más destacado fue un tercer puesto en la décima etapa del Tour del Porvenir, que indicaba su progresión en el ciclismo. El año siguiente obtuvo un sexto puesto en la Vuelta a La Rioja y un séptimo lugar en la Subida al Naranco. Estos resultados le abrieron la puerta a aspiraciones aún mayores.
Así, en la temporada 2007 firmó un contrato con el equipo Fuerteventura-Canarias, el primer equipo ciclista profesional Canario.

## Equipos
- Saunier Duval (2004)
- Orbea (2005-2006)
- Fuerteventura-Canarias (2007)